# Tuyên truyền trắng

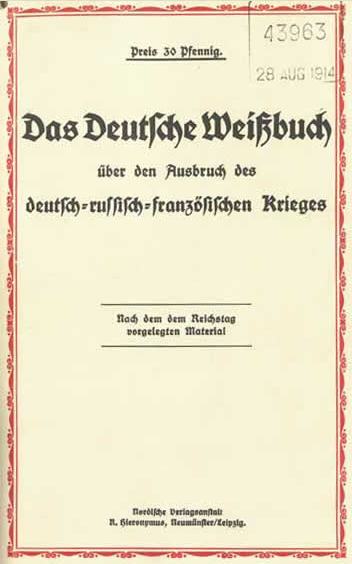
Sách Trắng của Đức (1914), một bản in tuyên truyền trắng ủng hộ việc Đức tham gia Thế chiến I

Tuyên truyền trắng là hình thức tuyên truyền không che giấu nguồn gốc, bản chất của nó. Đây là loại tuyên truyền phổ biến nhất, phân biệt với tuyên truyền đen ngụy tạo nguồn gốc để làm mất uy tín của một chính nghĩa đối lập.
Tuyên truyền trắng sử dụng các kỹ thuật tiêu chuẩn trong quan hệ công chúng và việc trình bày các lập luận theo một hướng. Một số nhà nước có cả một Bộ Tuyên truyền; trong trường hợp như vậy, người ta thừa nhận rằng việc tuyên truyền đang được thực hiện, nguồn gốc của nó đã được biết, và mục đích của nó đã được xác định. Tuy nhiên, trong suốt quá trình thực hiện một chiến dịch tuyên truyền, tuyên truyền trắng có thể là vỏ bọc khi người tuyên truyền tìm cách che giấu việc tuyên truyền đen phía sau (nếu có).